# Agila 2
Agila 2 (potem ABS-5 i ABS-3) – pierwszy sztuczny satelita od początku należący do Filipin; geostacjonarny satelita telekomunikacyjny filipińskiego operatora Mabuhay Philippines Satellite Corporation, odsprzedany potem Asia Broadcast Satellite. Świadczył usługi transmisji telewizji (do 190 kanałów HD), rozmów telefonicznych (ponad 50 000 rozmów dwukierunkowych jednocześnie) i danych (do 15 Mbps) w Azji Południowo-Wschodniej. W momencie uruchomienia był największym satelitą telekomunikacyjnym w rejonie Azji i Pacyfiku. Planowy czas działania statku wynosił 15 lat. 
Zbudowany przez Space Systems/Loral dla filipińskiego operatora Mabuhay Philippines Satellite Corporation. Posiadał 30 transponderów pasma C (w tym 6 rozszerzonych) i 24 pasma Ku (o mocy 110W lub 12 o mocy 220 W). Producent satelity odpowiadał także za wyniesienie satelity, budowę segmentu naziemnego (stacja naziemna w rejonie Zatoki Subic), i wykształcenie kadr. Całość kosztu misji szacuje się na 243 mln. USD.
Agila 2 był pierwszym azjatyckim satelitą certyfikowanym na zgodność ze standardami amerykańskiej FCC. Certyfikat umożliwił obsługę satelity przez stację naziemną na Hawajach.

## Sprzedaż
W listopadzie 2009 roku Filipiny zgodziły się sprzedać swój cały 67% udział w Mabuhay Philippines Satellite Corporation (będący w posiadaniu Philippine Long Distance Telephone Company, PLDT) hongkońskiemu operatorowi Asia Broadcast Satellite, w tym odsprzedanie satelity. Po przejęciu przez ABS satelita został przemianowany na ABS-5. W 2011 roku został przemieszczony nad południk 3°W, a jego nazwę zmieniono na ABS-3. Nowy właściciel zachował personel i infrastrukturę satelity na Filipinach. Transakcja została sfinalizowana 18 stycznia 2010, w kwocie 9,9 miliona USD.
Rząd Filipin rozmawiał wcześniej o takim przejęciu z firmą ProtoStar, ale i ona i spółki od niej zależne ogłosiły bankructwo. PLDT był największym niezabezpieczonym wierzycielem ProtoStara (27,5 mln. USD).
Sprzedaż jedynego krajowego satelity została krytycznie przyjęta na Filipinach. Mówiono o regresie technologicznym i utracie niepodległości w dziedzinie łączności i obronności. Dziwiono się dlaczego sprzedano firmę i satelitę potencjalnie dochodowego - rynek usług satelitarnych na Filipinach w 2010 roku wyceniany był na 120 mln. USD. Na początku 2013 roku krajowa prasa wskazywała, że Filipiny są jedynym z 5 najbogatszych krajów Azji Południowo-Wschodniej bez własnego satelity telekomunikacyjnego, podkreślając, że dla kraju rozsianego na 7000 wysp powinien być to oczywisty środek budowy infrastruktury telekomunikacyjnej.

## Nazwa
Satelita otrzymał nazwę po filipińskiej nazwie małpożera (Pithecophaga Jeffery) - jednego z najrzadszych, najbardziej zagrożonych i najpotężniejszych ptaków na świecie, jaki zamieszkuje Filipiny. Nazwę satelicie nadal prezydent Filipin, Fidel Ramos. Wcześniej satelita miał otrzymać nazwę "Maya", również związaną z filipińskim ptakiem.